# Raquel Zimmermann
Pour les articles homonymes, voir Zimmermann.
 (avril 2014).
Si vous disposez d'ouvrages ou d'articles de référence ou si vous connaissez des sites web de qualité traitant du thème abordé ici, merci de compléter l'article en donnant les références utiles à sa vérifiabilité et en les liant à la section « Notes et références ».
Raquel Zimmermann, née le 6 mai 1983 à Novo Hamburgo, Rio Grande do Sul, est un mannequin brésilien. 

## Biographie
Elle est découverte à l'âge de quatorze ans par un agent à Porto Alegre. Peu après, elle défile au Japon et à Paris. Le photographe  Steven Meisel contribue à lancer sa carrière en l'aidant à décrocher la couverture du Vogue Italia de septembre 2000.
Elle a défilé pour : Chanel, Prada, Balenciaga, Hermès, Gucci, Alexander McQueen, Dior, Chloé, Max Mara, Versace, Louis Vuitton, Fendi, Giorgio Armani, Valentino, et apparaît régulièrement dans les magazines Vogue (Usa, Vogue Paris, Vogue Italia), ou encore W, Harper's Bazaar, Visionaire (en), POP et Self Service.
Elle défile également pour Victoria's Secret en 2002, 2005 et 2006.
En mai 2007, elle pose en couverture du Vogue américain (qui a pour titre The World's Next Top Models) en compagnie de Doutzen Kroes, Caroline Trentini, Lily Donaldson, Sasha Pivovarova, Agyness Deyn, Coco Rocha, Hilary Rhoda, Chanel Iman et Jessica Stam.
La même année, elle figure également en couverture du magazine V et apparaît dans une publicité télévisée pour le parfum Gucci by Gucci dirigée par David Lynch.
Raquel apparaît dans le clip Born This Way de la chanteuse américaine Lady Gaga, sorti le lundi 28 février 2010.

## Campagnes publicitaires
Alexander McQueen, Alexander Wang, Balenciaga, Calvin Klein eyewear, Cavalli jeans, Cerruti, lunettes Chanel, Chloé, Dior, CK by Calvin Klein, Dolce & Gabbana, DSquared2, Emanuel Ungaro, Fendi, GAP, Giorgio Armani, Gucci, H&M, Hermès, Hugo Boss, Jean Paul Gaultier, Jimmy Choo, Juicy Couture, Lanvin, Louis Vuitton, Marc Jacobs, Max Mara, Miss Sixty, Neiman Marcus, Oscar de la Renta, Paco Rabanne, Prada, Roberto Cavalli, Saks Fifth Avenue, Shiseido, Valentino, Versace, Viktor & Rolf, Yves Saint Laurent et d'autres.

## Couvertures de magazines
- Vogue (Brésil, Chine, Allemagne, Grèce, Italie, Japon, Portugal, Russie, Espagne, Taiwan, États-Unis)
- Elle (Brésil, France, Japon, Slovénie)
- L'Officiel (France)
- Numéro (France, Japon)
- i-D (Royaume-Uni)
- Marie Claire (Italie)
- Harper's Bazaar (Japon)
- W (Corée)
- V (États-Unis)